# Raúl Arellano
Pour les articles homonymes, voir Arellano (homonymie).
Raúl Arellano Villegas (né le 20 février 1935 à Guadalajara au Mexique et mort le 12 octobre 1997 dans la même ville), est un joueur de football mexicain, qui jouait en tant qu'attaquant.
Son fils, Omar Arellano, fut également footballeur professionnel, et son petit-fils Omar Arellano l'est actuellement.

## Biographie
Surnommé La Pina, Arellano a joué dans le club de sa ville natale, le Chivas de Guadalajara, et a fait partie de la génération du Campeonísimo.
En sélection, il a joué la Coupe du monde 1954 en Suisse.

## Palmarès
- Championnat du Mexique (6) :
  - 1957, 1959, 1960, 1961, 1962, 1964

- Supercoupe du Mexique (5) :
  - 1957, 1959, 1960, 1961, 1964

- Coupe du Mexique (1) :
  - 1963

- Ligue des champions de la CONCACAF (1) :
  - 1962